# In My Genes
In My Genes es una película del año 2009.

## Sinopsis
¿Cómo se vive siendo blanco en una sociedad mayoritariamente negra? ¿Qué se siente al ser una de las personas más visibles y probablemente una de las más ignoradas? Agnes, una mujer albina de Kenia, lo vive a diario. Desde que nació, ha aguantado los prejuicios que rodean a los albinos. En mis genes recoge el testimonio de ocho personas víctimas de la discriminación por culpa de una simple anomalía genética.

## Premios
- Festival de Cine Africano de México 2008